# 1670 en santé et médecine
| Années de la santé et de la médecine : 1667 - 1668 - 1669 - 1670 - 1671 - 1672 - 1673    |
| Décennies de la santé et de la médecine : 1640 - 1650 - 1660 - 1670 - 1680 - 1690 - 1700 |

Cet article présente les faits marquants de l'année 1670 en santé et médecine.

## Événements
- 10 janvier : un arrêt du Parlement de Paris entérine une sentence du Châtelet du 17 avril 1668, interdisant la pratique de la transfusion sanguine sur l'être humain, sous peine de prison, avec toutefois une réserve : que la proposition ait été reçue et approuvée par des médecins de la Faculté de Paris[1].
- 24 février : ordonnance constituant le fond des Invalides[2]. La construction de l'Hôtel des Invalides est confiée à Libéral Bruand.
- 23 mai : Ferdinand II de Médicis meurt des suites d'asthme à 59 ans[3].
- 28 juin : édit royal fondant l'Hôpital des Enfants-Trouvés de Paris[3]
- 30 juin : Henriette d'Angleterre meurt à deux heures et demie du matin environ, au château de Saint-Cloud, peut-être d'une péritonite biliaire, comme le laisse supposer le rapport d'autopsie de Bourdelot[4]. Elle venait de boire une tasse de chicorée. Certains témoins dirent que Madame fut subitement prise de douleurs terribles dans les premières minutes qui suivirent l'absorption de cette tasse ; cependant la notion d'abdomen aigu chirurgical, ici rupture brutale de la vésicule biliaire, n'était pas connue à l'époque ; il était alors facile d'incriminer l'empoisonnement, certes fréquent. Une hypothèse récente évoque la possibilité d'une porphyrie aiguë intermittente rendrait compte des symptômes observés[5].

## Publications
- Nehemiah Grew (1641-1712) présente à la Royal Society un mémoire intitulé The Anatomy of Vegetables Begun, ce qui lui vaut d'être admis comme membre de cette société l'année suivante[6].
- Le 18 décembre, Guy Patin (1601-1672) présente une thèse s'opposant à la circulation du sang de William Harvey[7].

## Naissances
- 18 février : Karl Niklaus Lang (mort en 1741), médecin et naturaliste suisse.
- 15 novembre : Bernard de Mandeville (mort en 1733), médecin et écrivain néerlandais.

## Décès
- 16 mars : Johann Rudolf Glauber (né en 1604), pharmacien, chimiste et alchimiste allemand.